# Vladimir Popović (pravnik)
Vladimir Popović (crnogorski: Владимир Поповић; Nikšić, Kneževina Crna Gora, 10. siječnja 1884. – Nica, Francuska, 23. siječnja 1928.) crnogorski je pravnik, ministar,   filmski djelatnik.

### Životopis
Diplomirao 1902. na Pravnom fakultetu Sveučilišta u Beogradu. Bio je tajnik i sudac Oblasnog suda na Cetinju, potom gradonačelnik crnogorske prijestolnice. 
Nakon kapitulacije Kraljevine Crne Gore 1916. odlazi u emigraciju i gdje je šef Press-biroa crnogorske kraljevske vlade). 
Od svibnja 1920. Popović je u Rimu, gdje je sjedište crnogorske Vlade u egzilu. Borac Za Pravo, Čast i Slobodu Crne Gore.
Odlukom kraljice i namjesnice Milene Petrović 28. lipnja 1921. imenovan ministrom pravosuđa u Vladi generala Milutina Vučinića. 

### Film
Pisac je scenarija za dugometražni nijemi film Voskrsenja ne biva bez smrti koji je za cilj imao zainteresirati međunarodnu javnost za nestanak Kraljevine Crne Gore s povijesne mape mape 1918. godine.

### Biznis
Odlazi Popović 1923. za Francusku i bavi se biznisom. Dobio je 1925. koncesije od cara Etiopije za istraživanje rude. 

### Smrt
Bio je Vladimir Popović, do svoje iznenadne smrti, u stalnoj vezi s ostacima crnogorske emigracije širom svijeta.